# Sarah Munhoz
Sarah Munhoz (São Paulo, 2 de dezembro de 1957) é uma enfermeira, professora e política brasileira. Foi eleita suplente de deputada em 2010 pelo PCdoB, assumiu uma cadeira na Assembleia Legislativa de São Paulo em março de 2014.

## Biografia
Nascida em 1957, em São Paulo, Sarah Munhoz formou-se em Enfermagem em 1979 pela Universidade Federal de São Paulo (UNIFESP), na mesma instituição, em 2002 tornou-se mestre em Enfermagem. Em 2006 obteve o titulo de doutora em enfermagem pela mesma instituição.

## Carreira Politica

### Presidente do ABEn
Em 2006, assumiu o cargo de presidente da Associação Brasileira de Enfermagem, uma associação que defende e consolida a Educação em Enfermagem. Sarah já participou de eventos com parceria do Conselho Regional do Estado de São Paulo para ressaltar a importância da atividade para aqueles que atuam 

### Deputada Estadual
Enquanto deputada estadual, cumpriu seu mandato na 17° legislatura, com apenas alguns meses de mandato, Sarah apresentou 28 projetos, dentre eles o projeto de lei 1429/2014 que dispõe sobre a inserção do tipo sanguíneo na cédula de identidade , o projeto de lei 1306/2014 que Institui o Serviço de Hospital Veterinário Público Estadual para Cães e Gatos nas quarenta e duas regiões de governo . Teve o seu projeto de lei 876/2014 aprovado no dia 11/12/2014 pelos demais deputados estaduais, nesse projeto, é defendido criação de diretoria de enfermagem na rede hospitalar pública

### Coordenadora NAE
Em 2016, assumiu o cargo de coordenadora do Núcleo de Avaliação Estratégica, apresentando estudos e seminários sobre o preocupante número de casos de violencia domestica no Estado de São Paulo, além de materiais mensais sobre meio ambiente, segurança, transporte, direito do consumidor e educação. Realizou exposições gratuitas na Assembleia Legislativa, como “História da Enfermagem: Indumentária dos Profissionais ao Longo do Tempo" que contou com um ato solene para prestar homenagem aos profissionais de Enfermagem, durante a semana de Enfermagem e um curso sobre a História da Enfermagem ” Aspectos Históricos, Éticos e Legais da Enfermagem 

## Carreira Academica
Sarah Munhoz participou de diversos seminários discutindo sobre a saúde, enfermagem e tendências no mercado de trabalho em saúde. Em 2011 ela participou do seminário nacional sobre condições de trabalho na saúde, conforme sugestão da Confederação Nacional dos trabalhadores na Saúde, participou também do 19° Congresso Nacional de Iniciação Cientifica na Conic Semesp, apresentando sobre o sofrimento psíquico infanto juvenil na atenção primária. Em 2011 Ministrou cursos no COREN para cerca de 150 profissionais da área de saúde com o titulo de motivação como ferramenta para assistir melhor e liderança de diminuição de conflitos. Participou da XXII Semana de Estudos de Enfermagem com o curso "Respeito e valorização do profissional de enfermagem"
Além dos seminários, foram escritos diversos artigos sobre a Enfermagem, como "Enfermagem: um trabalho que engrandece" escrito para o portal Saúde Business em Novembro de 2010, nesse artigo é contado sobre a história da enfermagem durante o passar dos anos.
Em 2017, Sarah assumiu o cargo de gerente Operacional do Instituto Socrates Guanaes (ISG), realizando atividade de consultoria, durante a implantação do Hospital Jorge Rossmann Planejar, organizar e implantar o fluxograma das atividades Operacionais ligados a sua área para melhor distribuição das tarefas

## Referencias
1. ↑  Sarah Munhoz ALSP
2. ↑  «Enfermagem recebe presidentes do Coren-SP e ABEn». 29 de janeiro de 2010. Consultado em 1 de junho de 2023
3. ↑  «Projetos de Lei Sarah Munhoz». 2014. Consultado em 1 de junho de 2023
4. ↑  «Projeto de lei 1429 / 2014». 17 de dezembro de 2014. Consultado em 1 de junho de 2023
5. ↑  «Projeto de lei 1306 / 2014». 10 de outubro de 2014. Consultado em 1 de junho de 2014
6. ↑  «Aprovada autorização para criação de diretoria de enfermagem na rede hospitalar pública». 11 de dezembro de 2014. Consultado em 1 de junho de 2023
7. ↑  «NAE apresenta ações realizadas no primeiro semestre de 2016». 1 de agosto de 2016. Consultado em 1 de junho de 2023
8. ↑  «Diretora do MuNEAN é recebida na Assembleia Legislativa de São Paulo». 12 de maio de 2016. Consultado em 1 de junho de 2023
9. ↑  «Seminário discute melhores condições de trabalho para o profissional de saúde». 4 de maio de 2011. Consultado em 1 de junho de 2023
10. ↑  «O sofirmento psiquico infanto juvenil na atenção primária» (PDF). 2019
11. ↑  «Cerca de 150 profissionais da Saúde de Artur Nogueira e região recebem o programa». 16 de abril de 2011
12. ↑  «XXII Semana de Estudos de Enfermagem terá exposição de projetos científicos»
13. ↑  «Enfermagem: um trabalho que engrandece». 9 de novembro de 2010. Consultado em 1 de junho de 2023
14. ↑  «Sarah Munhoz». 28 de março de 2022